# Куликовский, Антон Андреевич
Антон Андреевич Куликовский (род. 4 марта 1982 года) — российский волейболист, доигровщик.

## Игровая карьера
Куликовский по ходу карьеры выступал в суперлиге за «МГТУ-Лужники» (2002/03), «ЗСК-Газпром» (2004–2006), «Факел» (2008/09, 2010/11), «Зенит-Казань» (2009/10), «Урал» (2011/12) и «Ярославич» (2012–2014). Ещё два сезона (2006–2008) он провёл в чемпионате Польши, играя за «Политехник» из Варшавы. В составе казанского «Зенита» Антон стал чемпионом России, а с «Факелом» взял «бронзу» чемпионата России-2009.